# Orectanthe sceptrum
Orectanthe sceptrum es una especie de planta fanerógama perteneciente a la familia  Xyridaceae. Es originaria del norte de Sudamérica en Guyana, Venezuela y Brasil.

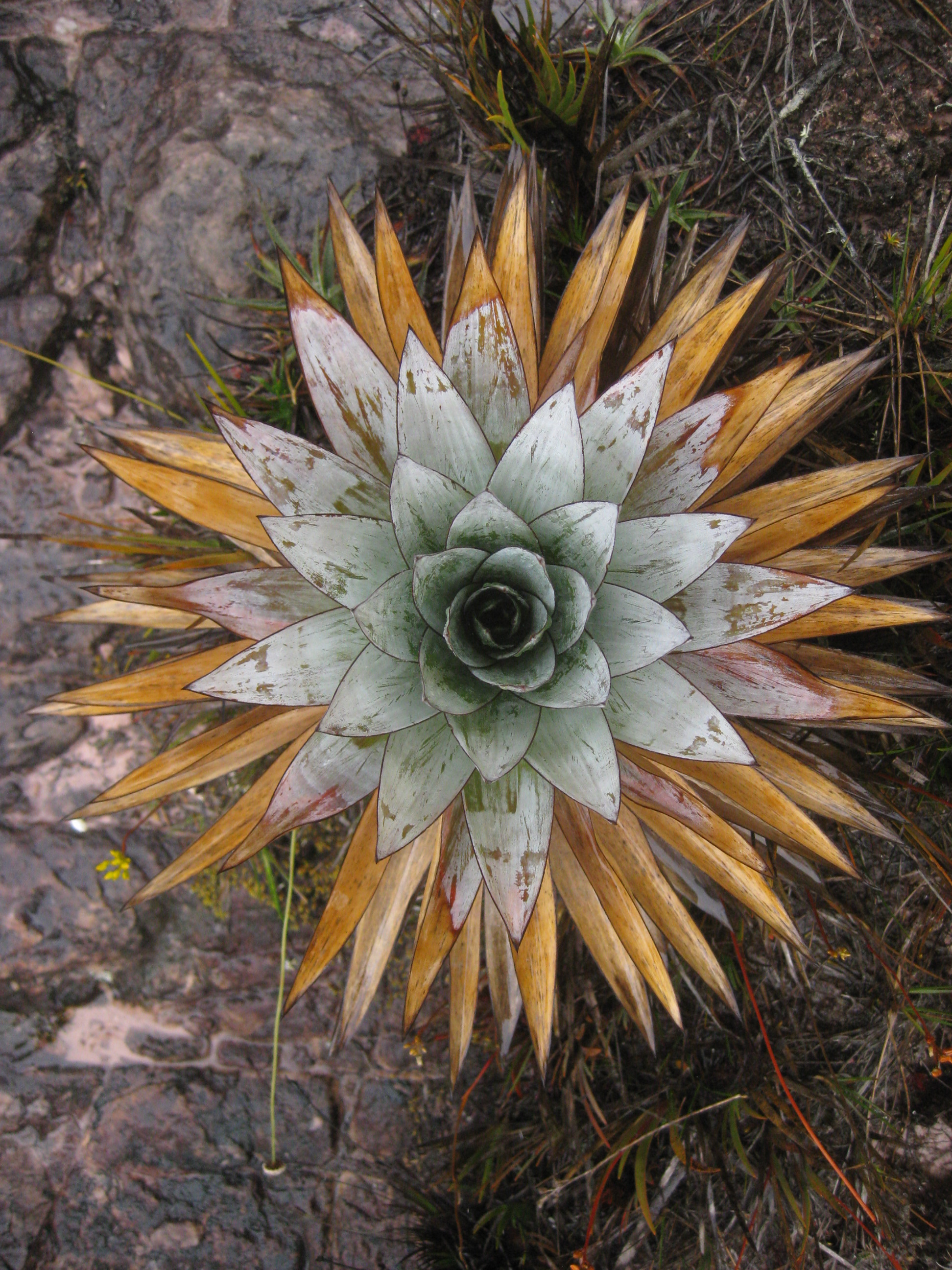
Vista desde arriba

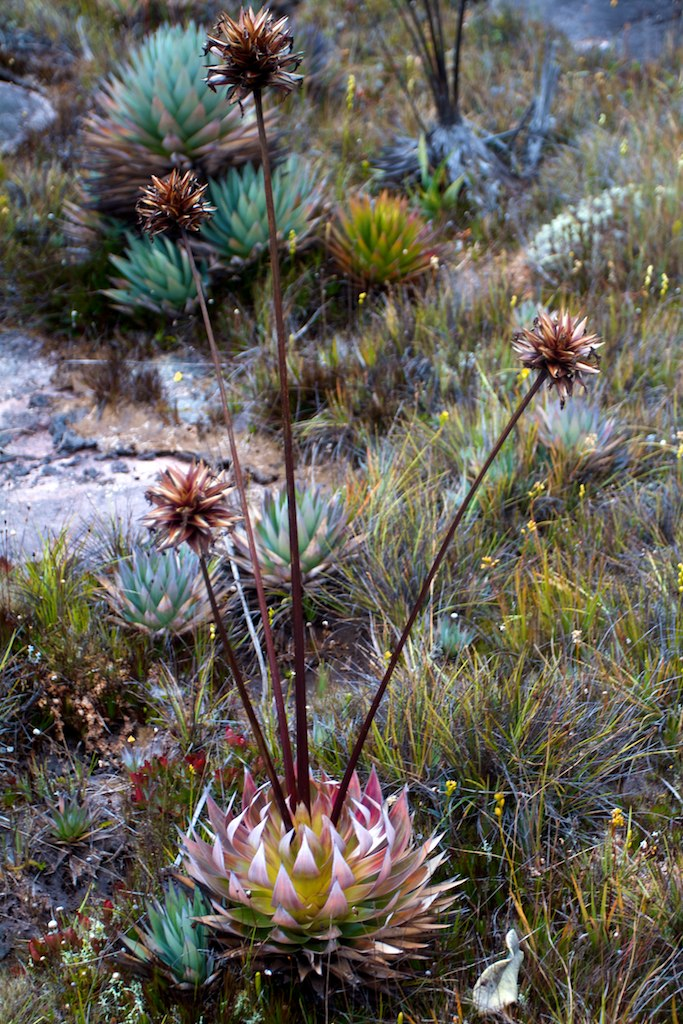
Flores

## Descripción
Es una planta perenne herbácea que alcanza un tamaño de más de 2 m de altura. El tallo caudiciforme es corto y raramente de más de 20 cm de largo. Los numerosas hojas de hasta 40 cm de largo son endurecidas, y se extienden en una roseta basal alrededor de los tallos. El borde es de color marrón rojizo. Con la inflorescencia de hasta 2 m de largo con tres formas de brácteas, donde están las flores. Las flores son de color amarillo brillante. Los tres sépalos son lanceoladas y fuertemente curvados; los tres pétalos se funden. Las semillas maduran en alrededor de 1,5 a 2 cm de largo ovalada.

## Distribución
Se encuentra en el Monte Roraima, a unos 2.810 m en el triángulo fronterizo de los estados de Venezuela, Guyana y Brasil, de donde son endémicas. La especie se encuentra generalizada en todos los Tepuis  y se puede encontrar en el territorio de los tres estados ribereños. Crece allí en sl suelo pedregoso, en pedregales pobres en nutrientes en altitudes de 500-2700 m . El suelo puede ser extremadamente húmedo.

## Taxonomía
Orectanthe sceptrum fue descrita por (Oliv.) Maguire y publicado en Memoirs of The New York Botanical Garden 10: 3. 1958.
Sinonimia
- Abolboda sceptrum Oliv.	basónimo
- Orectanthe sceptrum subsp. occidentalis Maguire[2][3]